# جينيفر جاريس
جينيفر جاريس (بالإنجليزية: Jennifer Gareis)‏ هي متسابقة ملكة الجمال وعارضة وممثلة أمريكية، ولدت في 1 أغسطس 1972 في الولايات المتحدة.

## أعمال

### أفلام
- (2000) اليوم السادس[4]
- (2000) ملكة الدماثة[5]

### مسلسلات
- موردر
- فيرونيكا مارس

## وصلات خارجية
- جينيفر جاريس على موقع IMDb (الإنجليزية)
- جينيفر جاريس على موقع ألو سيني (الفرنسية)
- جينيفر جاريس على موقع أول موفي (الإنجليزية)
- جينيفر جاريس على موقع قاعدة بيانات الأفلام السويدية (السويدية)
- جينيفر جاريس على موقع قاعدة بيانات الفيلم (الإنجليزية)
- جينيفر جاريس على موقع كينوبويسك (الروسية)